# Aventurie
Cet article possède un paronyme, voir Aventurine.
L'Aventurie (Aventurien) est un continent situé sur la planète imaginaire Dère. C'est le cadre principal du jeu de rôle L'Œil noir. Le continent a été décrit à partir de 1984, publié en détail pour la première fois dans L'Aventurie (Ulrich Kiesow, édition française en 1986) avec son histoire jusqu'en l'an 5 de Hal, et s'est enrichi au fur et à mesure des parutions des scénarios et suppléments de L'Œil noir.

## Géographie de l'Aventurie
L'Aventurie est le plus petit continent de Dère. Il mesure environ 3 000 km du nord au sud et 1 900 km d'est en ouest. Il est séparé du Riesland par une chaîne de montagne infranchissable de 10 000 m de haut nommée l'Épée d'Airain.
Du nord au sud se succèdent les climats et végétations comme suit :
- climat polaire, toundra ;
- climat continental froid :
  - taïga et forêts de conifères, peuplades nomades ;
  - ceinture forestière de bouleaux ; plateau des Orcs, villes de Thorval, Lowan, Baliho et Vallusa, domaine des Elfes (Monts de la Salamandre), des Elfes des bois (forêt jusqu'à la plaine de Kila) et des gobelins (la Faucille Rouge, la Faucille Noire et le Mont dragon) ;
- zone tempérée :
  - plaines et pâturages fertiles, forêts épaisses ; l'Empire, parcouru d'un réseau de routes, et le domaine des Nains (Montagne Noire, les Monts de Kosch, l'Enclume et les Hauts de Baluk) ;
  - à l'ouest du désert de Khôm, entre le Haut-Etnos et la Mer des Sept vents, se situe l'Empire horasien dans la plaine de Fertilia, la plus riche du continent ; Archipel des Cyclopes ;
- climat désertique : Désert de Khom, bordé par le Djebel Khoram et les Monts Accra, les Monts d'Or et la chaîne du Haut-Etnos ; les montagnes forment une barrière aux vents humides ;
- climat tropical :
  - Monts de la Mousson, jungle domaine des Hommes de bois (villages sur pilotis), péninsule d'Al'Anfa ;
  - archipel d'Altos, peuplé d'Hommes des bois.

On estime que l'Aventurie compte 1,2 million d'habitants, dont environ 750 000 dans l'Empire ; sa capitale, Gareth, héberge environ 100 000 habitants.

## Peuples d'Aventurie
Humains
Les humains se répartissent en plusieurs peuples parmi lesquels
- Impériaux[1] (habitants de l'Empire ou de royaumes ayant fait sécession en 241 av. Hal) : originaires de Myranor, ils ont accosté sur la côte Ouest et se sont répandus au centre de l'Aventurie 
  - Horasiens (modèle : Italie et France entre l'époque Baroque et la Renaissance)
  - Garetiens (modèle : Europe centrale de la fin du Moyen Âge)
  - Borelandiens[2] (modèle : Russie de la fin du Moyen Âge)
- Tulamides : originaires de l'Aventurie, sans doute de la région du Mur de Rashtul ; ils se sont répandus au Sud de l'Aventurie
  - Mhanadistanais (modèle : âge d'or de la civilisation arabe) :
  - Novadis (modèle : Touareg) : peuple nomade du désert de Khom ;
- Thorvaliens (modèle : vikings) : originaires de Hjaldingard en Myranor, ils ont colonisé le Nord-Ouest de l'Aventurie

Parmi les peuples humains citons encore les Utulus (à la peau noire), les hommes des bois (dont la plus grande tribu sont les Mohas) ou encore les Kurgas de la chaîne des trolls (appelés aussi trollzackers), les Nivésiens et les Norbards.
Elfes
Les elfes des prairies, les elfes des bois, les elfes des glaces, les elfes des steppes. On parle aussi de mysterieux elfes noirs, mais ces créatures ne sont pas vraiment descendantes du peuple des hauts elfes, ou encore des premiers elfes. les elfes noirs sont en fait un peuple factice créé par la haute-elfe Pardona.
Nains
les archi-nains (ou nains du metal), les nains du brillant, les nains des collines, les nains de l'enclume
Hommes-Lézards
Orques
les Orichai, les Korogai, les Zholochai, les Truanzhai, les Olochtai, les Mokolash, les Tscharshai, les Tordochai
Gobelins

## Dieux de l'Aventurie
Le panthéon des Douze dieux est le plus important et le plus influent en Aventurie. Ils donnent leurs noms aux douze mois de l'année :
- Praïos : dieu du soleil et de la loi, prince des dieux ; son symbole est le griffon ;
- Rondra : déesse de la guerre, épouse de Praïos ; son symbole est la lionne ;
- Thylos (Efferd) : dieu de la mer et des eaux ; son symbole est le dauphin ;
- Travia : déesse des foyers, de l'hospitalité, de la fidélité et du mariage ; elle est représentée sous la forme d'une oie sauvage ou d'une femme maternelle et sévère ;
- Boron : dieu de la mort ; son symbole est le corbeau ;
- Hésinde : déesse des arts, des sciences, de la magie et de l'alchimie ; son symbole est le serpent ;
- Firun : dieu de l'hiver et de la chasse ; son symbole est l'ours blanc ;
- Tsa : déesse du printemps et du renouveau ; son symbole est le lézard (la mue étant un symbole d'une nouvelle jeunesse) ;
- Pérex (Phex) : dieu des voleurs et de la Lune ; son symbole est le renard ;
- Péraine : déesse de l'agriculture, des végétaux et des plantes médicinales ; son symbole est la cigogne (une légende raconte que c'est la cigogne qui enfouit les semences) ;
- Guérimm (Ingerimm) : dieu forgeron, dieu du feu sauvage ; ses symboles sont le marteau et l'enclume ;
- Raïa (Rahja) : déesse des plaisirs, du vin et de l'amour ; son symbole est la jument.

On parle aussi parfois d'un treizième dieu déchu, que les dieux ont combattu, et enchainé au mur des étoiles après lui avoir enlevé son nom:
- le Dieu sans nom : surnommé aussi le fils des rats, il s'oppose aux autres dieux ; il est adoré par des sectes secrètes.

Le panthéon des loups du ciel est très important aussi en Nivésie. D'après les croyances nivésiennes, les loups du ciel sont les créateurs du monde, les ancêtres des humains et des loups et les gardiens de l'ordre de leur royaume.
- Gorfang: Le chef de la meute l'un des plus terrifiants. Il incarne le pouvoir et la vengeance.
- Grispelz, Sa compagne, symbolise pour les nivésiens la fertilité.
- Liska quant à elle est certainement la plus connue de toutes (car au centre d'une des principales légendes). C'est la fille de Gorfang. malgré les terribles légendes sur son compte elle est considérée comme une des plus douces de la meute.
- Firngrim,  la « mère de l'hiver » au pelage blanc, redoutée même par Gorfang. Comme ce dernier elle ne connait aucune pitié, son nom en nivesien, veut dire à la fois « hiver » et « mort ».
- Arngrimm,  sa sœur jumelle, apporte quant à elle le printemps. C'est elle qui réveille les animaux en hibernation.
- le couple Rangbild et Rissa représente plus ou moins l'équivalent de Raïa dans la religion des douze.

Le panthéon des orques dominé par la figure des dieux Tairach (dieu de la mort, de l'extase, de la magie) et Brazoragh (dieu du combat et de la survie).
Le panthéon des hommes lezards dominé par la figure du Dieu H'ranga.
Le panthéon des gobelins dominé par la figure de la déesse mère Mailam Rekdai et du seigneur des chasseurs Orvai Kurim.
Autres cultes
- Sumu, la terre mère mourante est vénérée par les druides et les géodes
- Satuaria   fille de Sumu, est vénérée par les sorcières
- Rur et Gror, dieux jumeaux adorés à Maraskan ;
- Rasthoulla : dieu unique adoré dans le désert de Khom ;
- Angrosh : le dieu unique des nains, qui correspond au dieu Guerimm dans le panthéon des douze.

## Histoire de l'Aventurie
La calendrier utilisé dans les publications se réfère à la date de couronnement de l'empereur Hal de Gareth ; l'an 0 du calendrier de l'Ancien Empire correspond à la chute de Bosparan (événement noté B.), soit 993 avant Hal. La situation décrite dans la première édition se déroule en l'an 5 de l'ère de Hal (5 H.), et le livre Basic Rules de la 4e édition décrit la situation en l'an 20 de l'ère de Hal (20 H.).
- env. -2650 (2650 av. H., 1660 av. B.) : les Hjaldings, un peuple venant du Pays de l'Or (Myranor), accoste sur l'Aventurie ; ce sont les ancêtres des Torvaliens
 des humains peuplent déjà l'Aventurie : des hommes des bois dans les jungles du Sud, les Nivèsiens dans les steppes du Nord et des Tulamides dans le Mur de Rashtul et la vallée de Mhanadi.
- -2500 : un autre peuple d'humains venant du Pays de l'Or accoste sur l'Aventurie, au niveau de Fertilia[3] ;
- -2485 : ces colons myranoriens fondent l'Ancien empire, dont la capitale est Bosparan (maintenant Saltes) ; le premier empereur, le divin empereur Horas, règne durant 500 ans ; l'empire s'étend, conquérant les territoires Orques, Nains et Gobelins ;
- -1870 : Belen-Horas s'autoproclame empereur divin, ce qui provoque la colère des dieux ; l'empire décline ;
- -1849 – -1612 : dynastie des Empereurs sages, ou Empereurs de la paix ; le dernier, Haldur-Horas, constate que Gareth est devenu plus prestigieuse que Bosparan ; il décide donc d'augmenter les taxes, ce qui déclenche une guerre civile ; Gareth est soumise, mais Haldur-Horas se fait assassiner ;
- -1561 : Fran-Horas dit « le sanglant », fils d'Haldur-Horas, soumet Gareth à un joug encore plus pesant ; la ville se révolte et entraîne avec elle d'autres provinces ; durant la Bataille des quatre armées, Fran-Horas invoque un archidémon pour se débarrasser de ses ennemis ; le démon détruit les deux armées dans la Première Bataille des démons ; Fran-Horas disparaît mystérieusement quatre ans plus tard ;
- -1550 – -1150 : l'Âge sombre, les Orques conquièrent une partie de l'Empire, la science décline et des cultes païens s'instaurent ; les Orques sont repoussés par une alliance des Nains et des Elfes ;
- -1110 : Hela-Horas la Magnifique rend l'Empire à nouveau prospère, mais elle s'auto-proclame impératrice divine, contre l'avis du clergé de Paios ; elle fait brûler les fanatiques rebelles en public ;
- -993 : Gareth se révolte contre cette nouvelle divinité imposée ; lors d'une bataille entre l'armée de l'Empire et celle de Gareth, Hela-Horas invoque elle aussi des démons ; quatre cavaliers, sans doute des avatars de dieux, tuent les démons dans la Seconde Bataille des démons ; Hela-Horas est foudroyée par un éclair divin ;
 Le Nouvel empire (maintenant l'Empire) se bâtit sur les ruines de l'Ancien empire, sa capitale est Gareth ;
 an 0 du calendrier de Fertilia (maintenant l'Empire horasien) ;
- -658 : Dynsatie de Praios : le mort précoce en -660 de l'empereur Ugdalf laissant un héritier mineur, la régence est assurée par les prêtres de Praios ; le futur empereur Rude II est assassiné deux jours avant sa majorité et les prêtres prennent le pouvoir ; leur règne tyrannique plonge l'empire dans la misère et la famine ;
- -527 : Rohal le sage, à la tête d'un soulèvement populaire, met fin au règne des prêtres et prend le pouvoir ; sous son règne, l'empire prospère, la culture, la science et l'éducation fleurissent, mais la durée de son règne fait monter des suspicions quant à sa vraie nature ; il décide disparaître après 120 ans de règne ;
- -403 – -398 : chacune des guildes de magiciens proclame que Rohal était l'un des leurs et réclame le pouvoir ; il s'ensuit la Guerre des magiciens qui laisse le pays exsangue ; un conseil de nobles désigne un nouvel empereur, Élam, parmi la maison de Gareth ; l'Empire connaît alors 150 ans de paix, mais surtout grâce aux expériences tragiques du passé qui modèrent ses habitants, les empereurs étant de piètres régents ;
- -249 :  des nobles de l'Ancien empire fondent le serment de Baliiri et décident de faire sécession, ce qui provoque une guerre ; Fertilia, le Borelande, Maraskan, le Désert de Khôm et Al'Anfa prennent leur indépendance ; cependant, les régents n'ont pas le droit de prendre le titre d'empereur, et en particulier ceux de Fertilia, héritière de l'Ancien empire, dont la capitale Saltes est érigée sur les ruines de Bosparan ;
- -91 : la maison de Gareth s'éteint à la mort de Valpo dit l'ivrogne ; après une brève guerre de succession, Perval devient empereur en -60 ; la décadence de l'Empire continue ; profitant de la faiblesse de l'Empire, le régent de Fertilia reprend le titre de Horas, le pays devient l'Empire horasien ;
- -18 : Audience de la honte : les Empereurs jumeaux, Bardo et Cella, fils et fille de Perval, se présentent ivres-morts en public ; Réto, leur cousin, les chasse ;

- 0 (0 H, 993 B) : couronnement de l'empereur Hal ; à la suite de son père Réto, il reconquiert Maraskan et gagne la Bataille des Ogres ; une épidémie de variole de Zorgan cause 8 000 morts à Al’anfa ;
- 1 : les aventures suivantes se déroulent en l'an 1 de Hal : L’auberge du sanglier noir, La forêt sans retour, Le navire des âmes perdues, Les sept coupes magiques, Le magicien des glaces ;
- 2 : aventure se déroulant en l'an 2 : Nédime, fille du calife ;
- 4 : Hal se révèle un piètre régent ; il s'auto-proclame dieu ;
- 7 : fiançailles du prince impérial héritier Erwin de Gareth et de la princesse d’Albernie, Azade Beraoun ; Aventures : Le tournoi des félons, La porte des mondes, La reine des amazones (?), L’archipel de Cyclopes, Le chemin maudit ;
- 8 : aventures : Les spectres des marais, Les esclaves d’Al’Anfa, Terreur su Ranak ;
- 9 : aventure : Le fleuve du désastre ;
- 10 : aventure : La source de la mort ;
- 11 : le prince Erwin de Gareth épouse Azade Béraoun et est couronné roi ; Mariage de Selo Kubilin et de la princesse Selna de Thalusa ; Aventures : Le bourreau de Thalusa, Les hiéroglyphes de l’horreur, La faucille noire ;
- 12 : Aventures : Dans les griffes du démon, La forêt des araignées, La tour Pourpre, Le trésor des orques ;
- 13 : Aventure : Rage Noire ;
- 14 ? le prince Selo de kubilin prend la succession de son père en tant que grand prince de Kushan ;
- 15 : Azade Beraoun met au monde les jumelles princières Rohaja et Yppolita, mais les héritiers mâles ont normalement la priorité ;

- 17  disparition mystérieuse de Hal au cours d'une partie de chasse ; début de la Tempête des Orques ; dans l'Empire, Erwin remporte la guerre civile qui l'oppose au Chancelier Answin von Rabenmund ;
- 18 ?
- 20 : après plusieurs défaites, l'armée impériale reprend le dessus sur les armées orques.
- 26 ? Début officiel de la Guerre contre Borbarad, le Mage ressuscité. Il envahit l'île de Maraskan et dévaste Kurkum, la capitale des Amazones.